# Horbach (bei Simmertal)

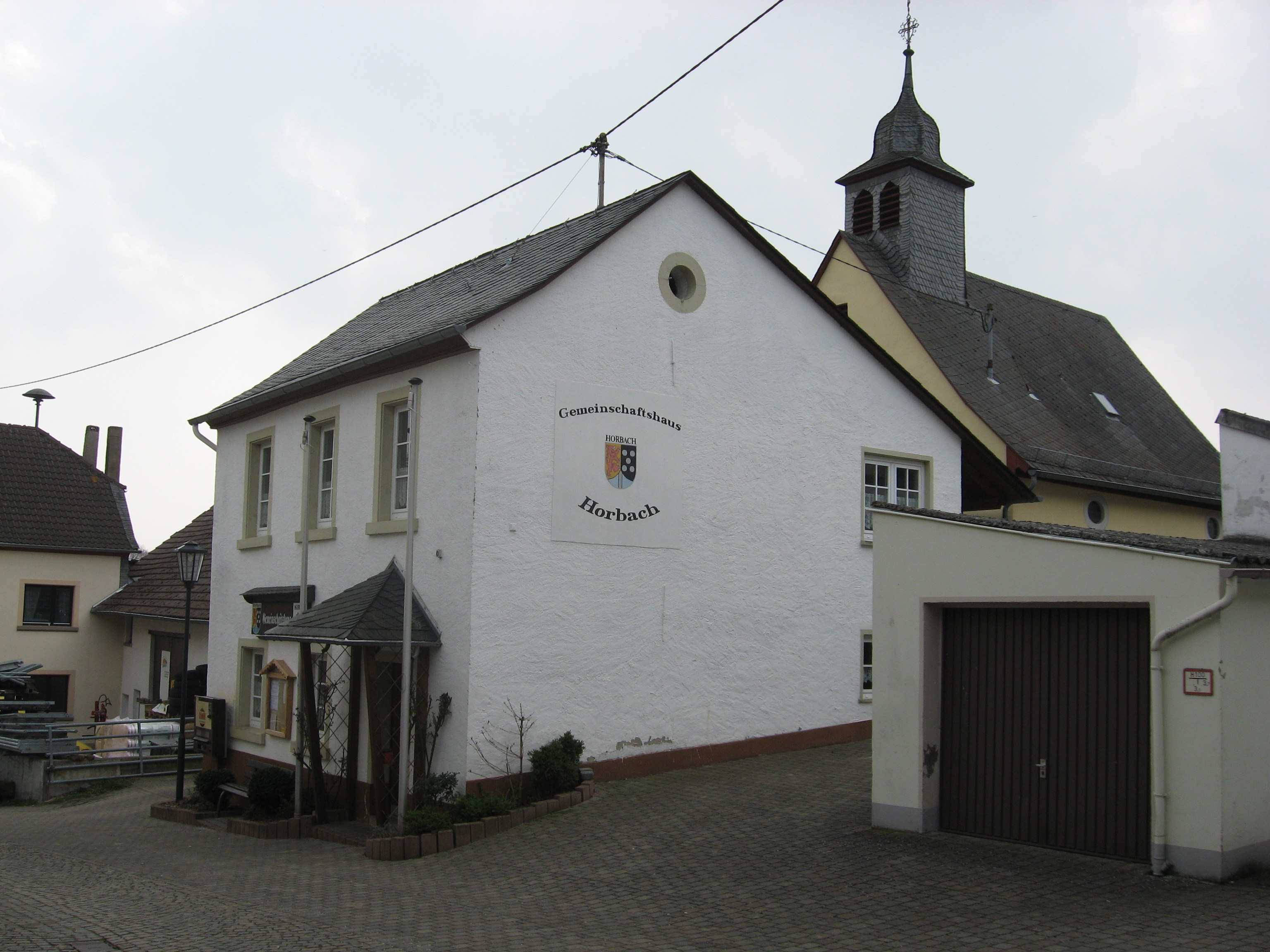
Gemeindehaus und Kapelle im Zentrum des Dorfes

Horbach ist eine Ortsgemeinde im Landkreis Bad Kreuznach in Rheinland-Pfalz. Sie gehört der Verbandsgemeinde Kirner Land an.

## Geographie
Die Ortschaft liegt im südlichen Hunsrück auf 340 Metern Höhe auf der westlichen Soonvorstufe oberhalb des Kellenbachs und der Ortsgemeinde Simmertal.

## Geschichte
Horbach ist die zweitkleinste Gemeinde im Landkreis Bad Kreuznach. Sie liegt – abseits von jeglichem Durchgangsverkehr – gegenüber von Schloss Dhaun auf der anderen Seite des Kellenbachtals und hat wie nur wenige Gemeinden der Verbandsgemeinde Kirner Land ihr agrarisch geprägtes Ortsbild früherer Zeiten beibehalten.
Der Ortsname ist 1541 als „Horbruch“ überliefert, was so viel wie „sumpfiges Gelände“ bedeutet.
Ursprünglich bildeten Horbach, Brauweiler, Martinstein und Simmern unter Dhaun eine Markgenossenschaft. Das ganze bebaute und unbebaute Land sowie das Waldgebiet bildeten eine Einheit. Kirchlich und verwaltungsmäßig war Simmern unter Dhaun der Hauptort in dieser Großgemarkung, während die Nachbargemeinden Ausbau- oder Tochtersiedlungen des Mutterortes waren. Es ist auch anzunehmen, dass bei der Siedlungsgründung der Nachbardörfer die Siedler aus einem Ort der Urgemarkung gekommen sind, weil sich sonst nicht das Recht an der Allmende, am gemeinsamen Besitz von Weiden, Wasser und Wald erklären lässt.
Erst 1513 wurde die Gemarkung von Horbach durch die Setzung von 18 Grenzsteinen von der Großgemarkung Simmern unter Dhaun geschieden.
An der Ortsherrschaft von Horbach hatten im Mittelalter mehrere Herren Anteil, darunter die Grafen von Sponheim und die Wildgrafen. 1340 sind Kurmainzer Rechte für Horbach nachgewiesen, die 1393 an die Ritter von Löwenstein verliehen wurden.
Horbach wurde in der Folgezeit Bestandteil der reichsritterschaftlichen Herrschaft Martinstein und zählte u. a. den Freiherrn von Ebersberg, gen. von Weyers-Leyen, zu seinen Ortsherren. 1747 wurde die evangelische Kirche erbaut, in der der Pfarrer von Simmern unter Dhaun den Gottesdienst versah.
Im 18. Jahrhundert ging die Ortsherrschaft auf den Markgrafen von Baden über, der die Herrschaft Martinstein von einem auf der Naumburg ansässigen Amtmann verwalten ließ. In Horbach und Martinstein gab es je einen Schultheißen.
Im Zuge der französischen Gebiets- und Verwaltungsreformen kam Horbach um 1800 zur Mairie Monzingen.
In der späteren Bürgermeisterei bzw. dem Amt Monzingen verblieb das Dorf bis zu seiner Eingliederung in die Verbandsgemeinde Kirn-Land im Jahre 1970.
2020 kam der Ort zur Verbandsgemeinde Kirner Land.

## Politik

### Bürgermeister
Marcel Klein wurde im Juni 2024 zum Ortsbürgermeister gewählt.
Sein Vorgänger war Günter Buhrmann-Klein.

### Wappen
| Wappen von Horbach | Blasonierung: „Schild gespalten durch eine eingeschweifte, erniedrigte, blaue Spitze, darin ein silberner Pfahl. Vorn ein blaubewehrter und -gezungter roter Löwe in Gold, hinten fünf silberne (2:1:2) Kugeln in Schwarz.“ |
| Wappen von Horbach | Wappenbegründung: Der vordere Schildteil verweist auf die ehemalige Zugehörigkeit zur Wild- und Rheingrafschaft. Der hintere Schildteil nimmt Bezug zu dem Wappen der Herren von Sickingen. Die untere eingebogene Spitze verweist auf das Wappen derer von der Leyen. Das Wappen ist nach einem alten Grenzstein, der heute noch in der Gemarkung Horbach steht, gestaltet. |

Der Gemeinderat beauftragte am 6. April 1976 den Grafiker Brust, Kirnsulzbach, einen Entwurf für ein Gemeindewappen zu erarbeiten. Dem Wappenentwurf in seiner jetzigen Fassung stimmte der Rat in der Sitzung am 13. August 1978 zu. Nach Genehmigung durch das Staatsarchiv erteilte das Ministerium des Innern in Mainz am 7. Februar 1979 die Genehmigung zur Führung eines eigenen Wappens.

## Kultur und Sehenswürdigkeiten
An Christi-Himmelfahrt findet jährlich die Horbacher Kerb statt. Sie wird vom Förderverein der Freiwilligen Feuerwehr Horbach veranstaltet.
Siehe auch: Liste der Kulturdenkmäler in Horbach